# Блеф (фільм, 1976)
«Блеф» (італ. Bluff storia di truffe e di imbroglioni — Блеф — історія про шахрайство і дурисвітів) — італійська комедія. Фільм 1976 року режисера Серджо Корбуччі з Адріано Челентано, Ентоні Квіном та Капучіне в головних ролях. Лауреат національної кінопремії «Давид ді Донателло» 1976 року в номінації «найкращий актор» (Адріано Челентано).

## Сюжет
Голова мафіозного клану і власниця казино, фатальна красуня Белль Дюк (Капучіне) має старі рахунки зі знаменитим аферистом Філіпом Бенгом (Ентоні Квінн), який відбуває свій термін за ґратами. Аби поквитатися з Філіпом, Белль Дюк зі своїми гангстерами організує йому втечу. По волі випадку втікає інший зек — амбітний шахрай-початківець Фелікс (Адріано Челентано). Зрозумівши свою помилку, бандити змушують Фелікса організувати втечу Філіпа Бенга з в'язниці. Фелікс вигадує хитромудрий план — втеча вдається. Але парочка аферистів, знайшовши спільну мову, заодно обдурює і Белль Дюк, зникнувши прямо з-під її носа. З'ясовується, що і Філіп Бенг, в свою чергу, не проти помститися їй. Об'єднавшись, два шахраї (а виявилося що у Бенга є ще і чудова дочка, яка припала до вподоби Феліксу) вирішили працювати разом. Філіп Бенг задумує грандіозну аферу з «скарбами нібелунгів». Утрьох вони натягують ніс мафії Белль Дюк. Але Фелікс не був би молодим даруванням, аби не вів свою гру: «Що ж я за шахрай, якщо брехню не можу перетворити на правду? Неможливе — це моя професія. Блеф — це блеф. Якщо блефуєш — блефуй до кінця». Усе закінчується хепі-ендом.

## У ролях
- Ентоні Квінн — Філіп Бенг
- Адріано Челентано — Фелікс
- Корінн Клері — Шарлотта, дочка Бенга
- Капучіне (Жермен Лефевр) — Белль Дюк
- Аттіліо Доттезіо — професор
- Раффаеле Ді Сіпіо — священник
- Ренцо Маріньяно — кравець
- Уго Болонья — доглядач
- Сел Боргезе — головний поплічник Белль Дюк

## Знімальна група
- Режисер — Серджо Корбуччі;
- Сценарій — Массімо Де Ріта, Серджо Корбуччі, Міккі Нокс;
- Продюсер — Маріо Чеккі Горі, Джо Анна Ніленд, Джеффрі Гілберт;
- Оператор — Марчелло Гатті;
- Композитор — Леліо Луттацці;
- Художник — Андреа Крізанті, Уейн, Марко Дентічі;
- Монтаж — Еудженіо Алабісо, Сем Гупта.

## Оцінки
Критики розкритикували «Блеф», вони були незадоволені тим, що режисер Серджо Корбуччі, відомий своїми жорсткими вестернами, «зрадив» цей жанр заради чистої комедії. Незважаючи на це, комедія мала великий успіх як в Італії, так і в СРСР, де зібрала відповідно 5.8 та 44.3 мільйонів глядачів. За цей фільм Челентано вперше був удостоєний нагороди «Давид ді Донателло» за найкращу чоловічу роль.
| Ліві лапки | «Цей фільм — веселий, динамічний, трохи пародіює відомі ситуації пригодницького кіно — відкривав перед італійською комедією один з нових можливих шляхів. Спритно закручений сюжет був побудований за принципом "злодій у злодія шапку вкрав". Два шахрая-професіонала — Фелікс (Челентано) і Філіп Бенг (Ентоні Куїн), об'єднавшись, обманюють не менше спритну власницю грального будинку (акторка Капучіне), що не заважає їм надувати і один одного. Найцікавішим у „Блефі“ був, звичайно, Челентано зі своїми гегами. У такому ексцентричному комедійному акторі давно потребувало кіно Італії» — Георгій Богемський „Феномен Челентано“, щорічник „Екран“ (1986) | Праві лапки |

## Фільм в радянському прокаті
У прокаті в СРСР фільм з 1979 року. В радянському дубляжі фільм був скорочений на 20 хвилин: були вирізані сцени з тарганом в супі (початок фільму), сцена у виховному таборі «Порт-Ру», сцена де Фелікс співає фокстрот на вечірці, еротичні сцени з Шарлоттою, сцена погоні Фелікса за Шарлоттою музеєм мистецтв, прогулянка Бенга з Феліксом на велосипедах до болота з «могилою нібелунгів», торги на аукціоні, на яких переодягнений помічник Бенга Мішель змагається з Белль Дюк, по ходу дізнаючись її адресу, марна спроба Белль підстрелити літак з М1 у самому кінці та низка дрібних епізодів.

## Цікаві факти
- Фільм посідав 30-е місце за відвідуваністю серед зарубіжних стрічок в радянському кінопрокаті.
- У сцені перевірки експертом справжності монет нібелунгів на яхті в кабінеті Белль Дюк на столі експерта зверху на стосі старовинних книг лежить книга Віктора Некрасова «В окопах Сталінграда» видання 1952 року.